# Holubinka černonachová
Holubinka černonachová (Russula atropurpurea), jinak také holubinka zprohýbaná, je druh houby z čeledi holubinkovitých (Russulaceae).

## Znaky
Masitý klobouk v průměru dorůstá 4-12 cm, tvarem přechází z klenutého přes plochý, se silně vmáčklým středem až na nálevkovitý, okraje jsou krátce rýhované, bývají zprohýbané. Pokožka je matná, lysá, po dešti lepkavá a lesklá, barvu má rudou, vínovou, nachovou až purpurovou, mnohdy hnědoolivově až žlutavě skvrnitý, středová část bývá znatelně tmavší, někdy i černá.
Lupeny jsou tenké, křehké, bílé, žlutavé až rezavě skvrnité, u třeně jsou krátce připojené, na klobouku středně hustě uspořádané, postupně řídnou. Výtrusný prach je bílý až smetanový.
Třeň je 3-8 cm dlouhý, bílý, válcovitý až kyjovitý, podélně vrásčitý, pevný, plný, u starých plodnic s houbovitým středem, báze stářím šedne až rezaví.
Dužnina je bílá, na řezu či stářím hnědne až rezaví, promočením šedně, pod pokožkou mívá lehký nádech pokožkové barvy, tuhá, stářím měkne a stává se houbovitou, voní nevýrazně po ovoci (zejména po jablkách), chuťově je mírně palčivá.

## Užití
Jedlá houba.

## Ekologie
Tato holubinka roste hojně od června do listopadu v teplých listnatých a smíšených lesích s těžkým, kyselým podložím, ze stromů upřednostňuje borovice, duby, buky a smrky.

## Rozšíření
Druh se vyskytuje v oblastech USA, Austrálie, Ruska a Evropy obecně.

## Galerie

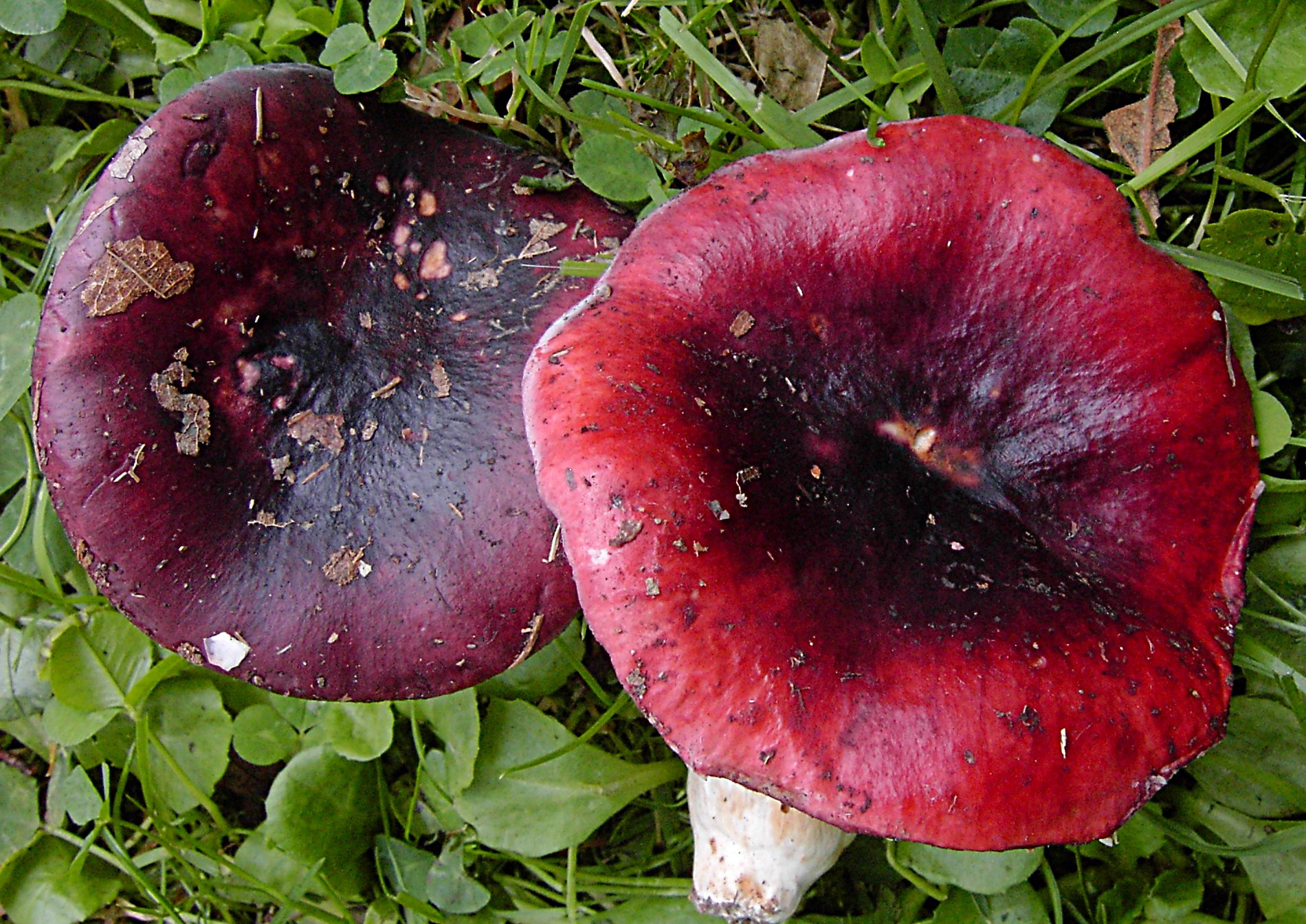
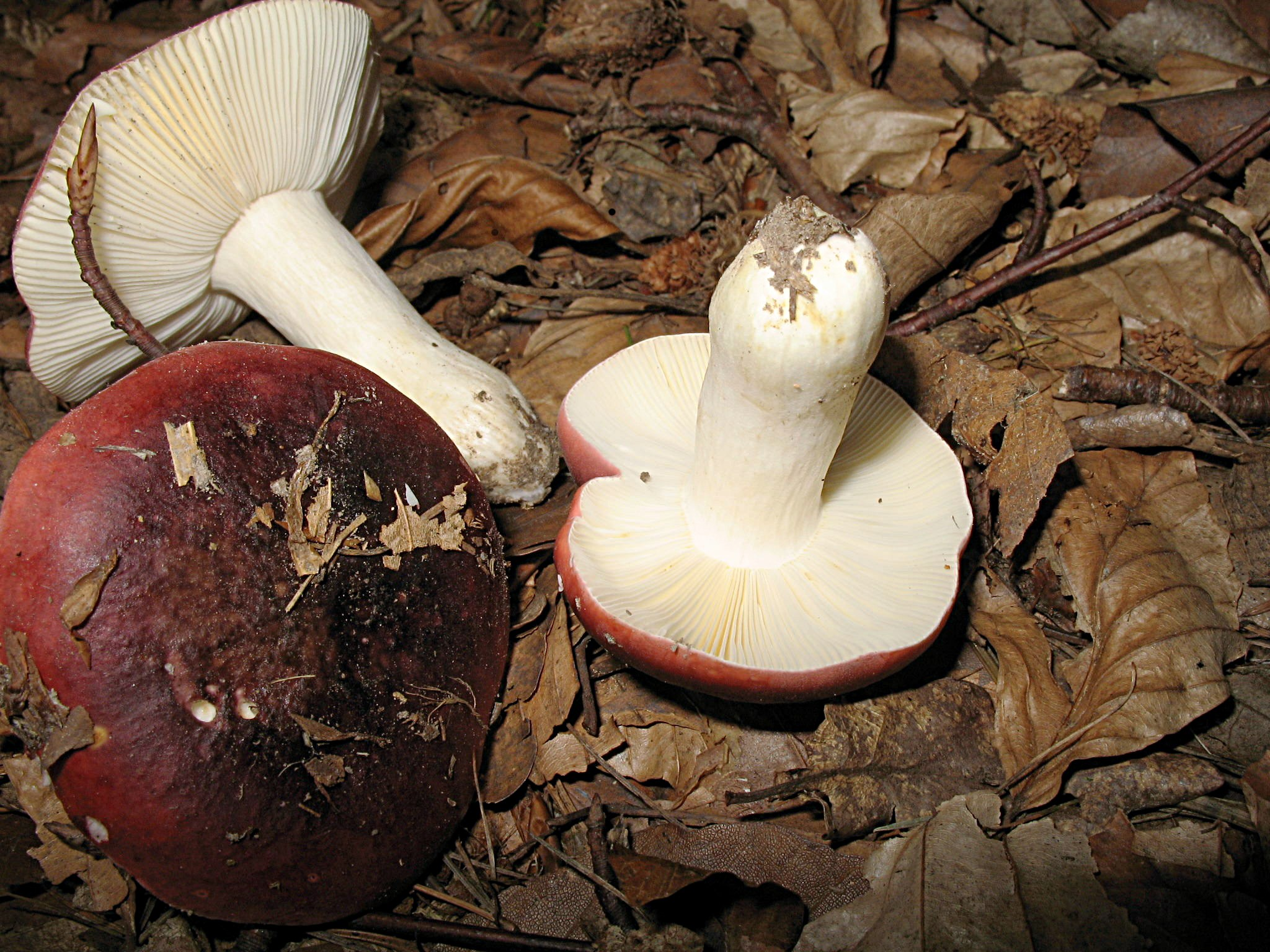
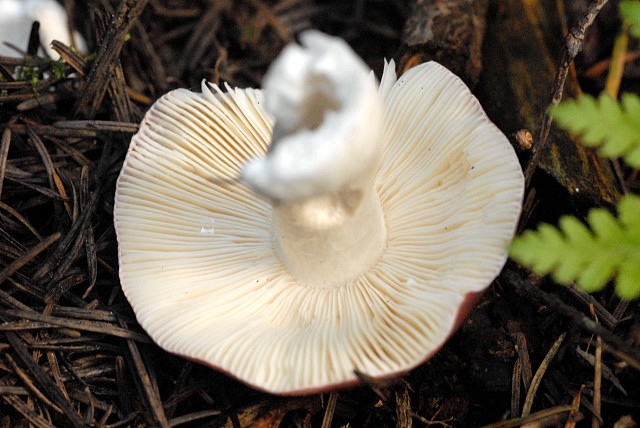
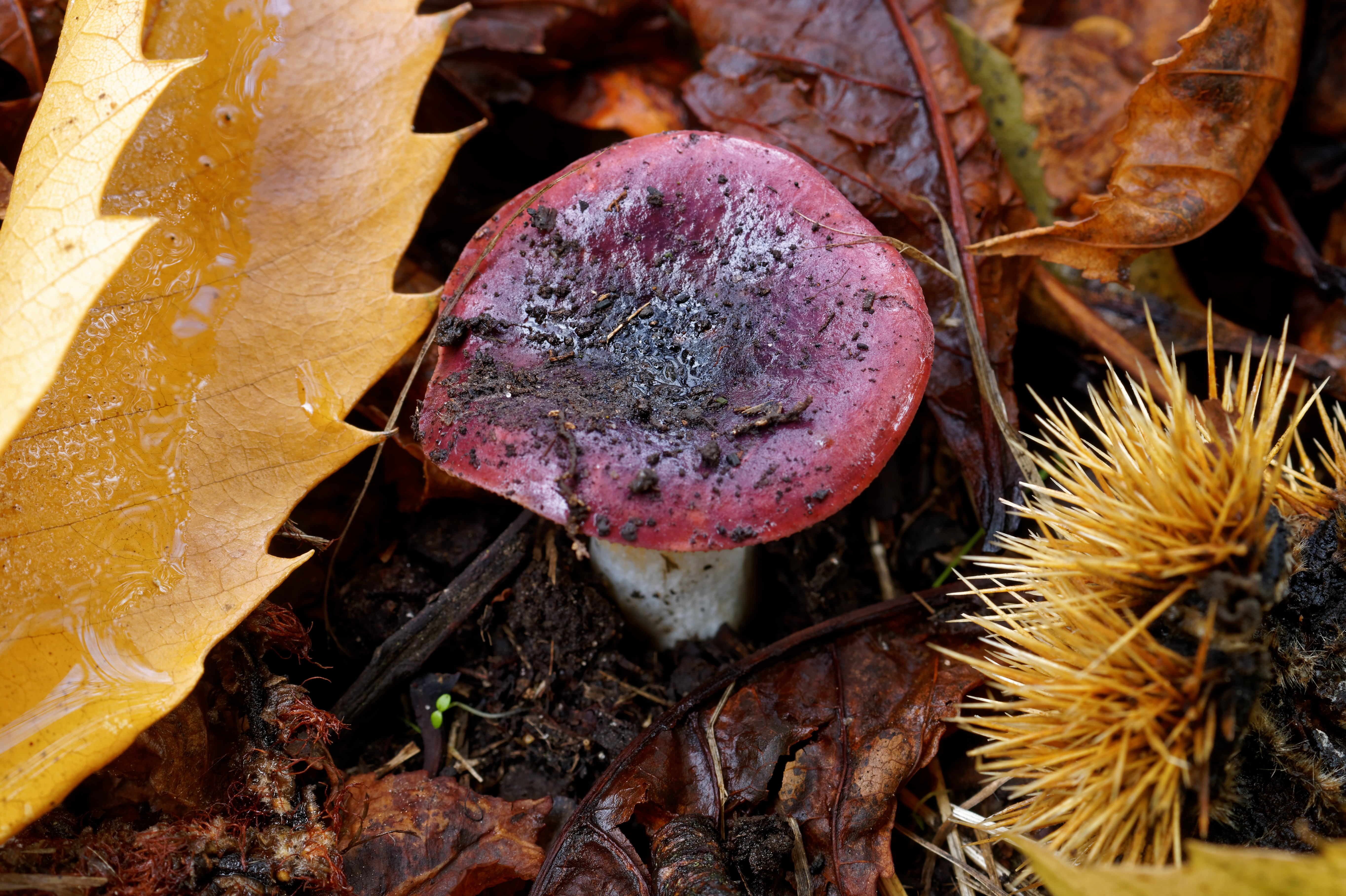

## Možnost záměny
- Holubinka medovonná (Russula melliolens)
- Holubinka brunátná (Russula badia)
- Holubinka slanečková (Russula graveolens)
- Holubinka křehká (Russula fragilis)
- Holubinka celokrajná (Russula integra)
- Holubinka jízlivá (Russula sardonia)
- Holubinka lepkavá (Russula viscida)
- Holubinka tmavočervená (Russula atrorubens)
- Holubinka révová (Russula xerampelina)